# Hermandad de Pasión (Jerez)
La Hermandad y Cofradía de Nuestro Padre Jesús de la Pasión, Negaciones y Lágrimas de San Pedro, Angustia de María Madre de la Iglesia y Santa Ángela de la Cruz, popularmente conocida como Pasión, es una cofradía religiosa católica de Jerez de la Frontera (España), la misma procesiona en la jornada del Domingo de Ramos.

## Historia

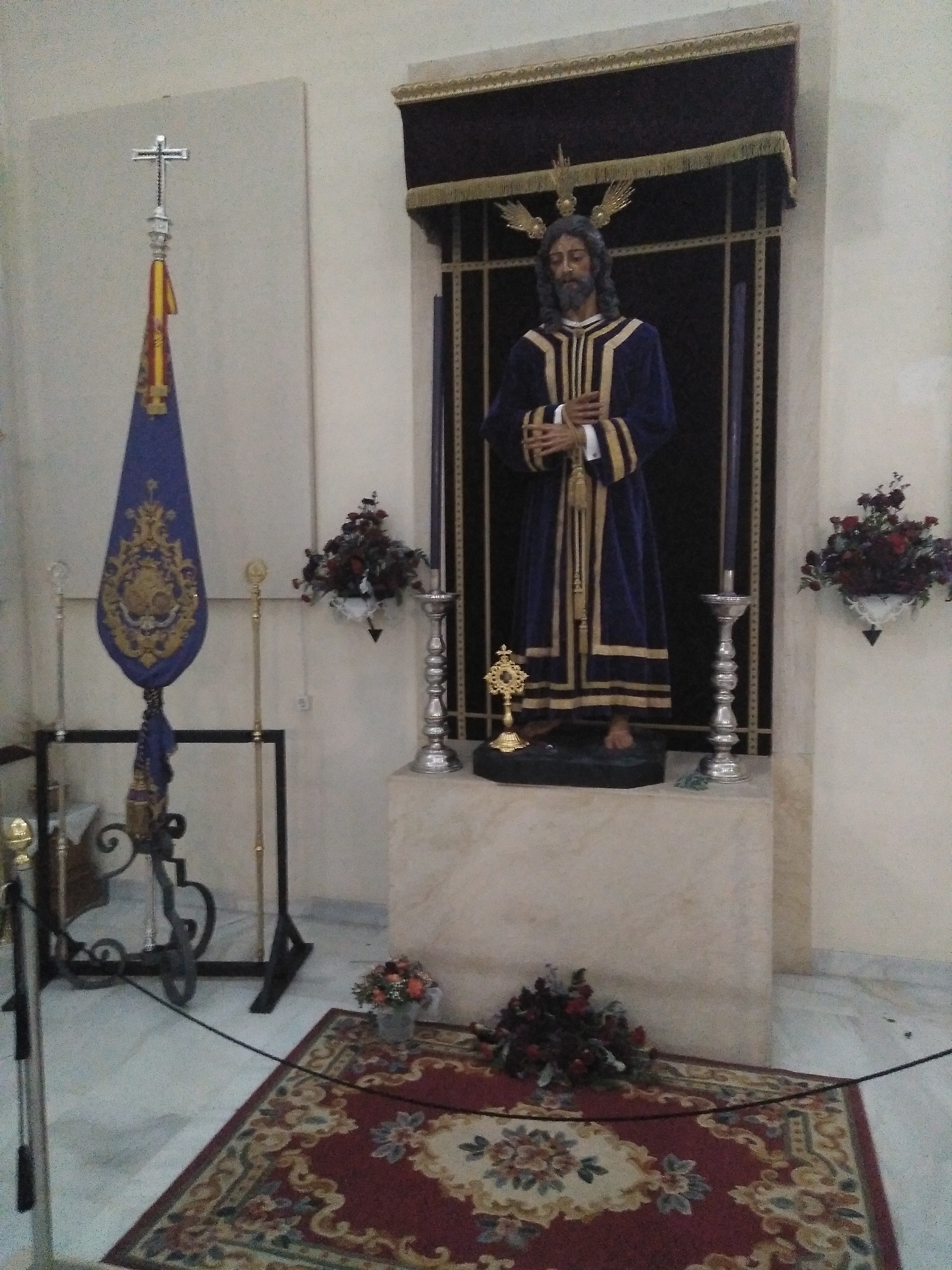
Titular

La hermandad fundada en 2002 en la Parroquia de Santa María Madre de la Iglesia, ubicada en el barrio de La Granja (ubicada en el distrito homónimo). En 2007 se traslada a la Parroquia de la Virgen de los Dolores donde realizó su primera salida procesional en el año 2008. Definitivamente, el 2 de octubre se traslada a su actual sede en la Capilla de Santa Ángela de la Cruz dentro de la jurisdicción de la propia Parroquia de los Dolores (en el Pago de San José).

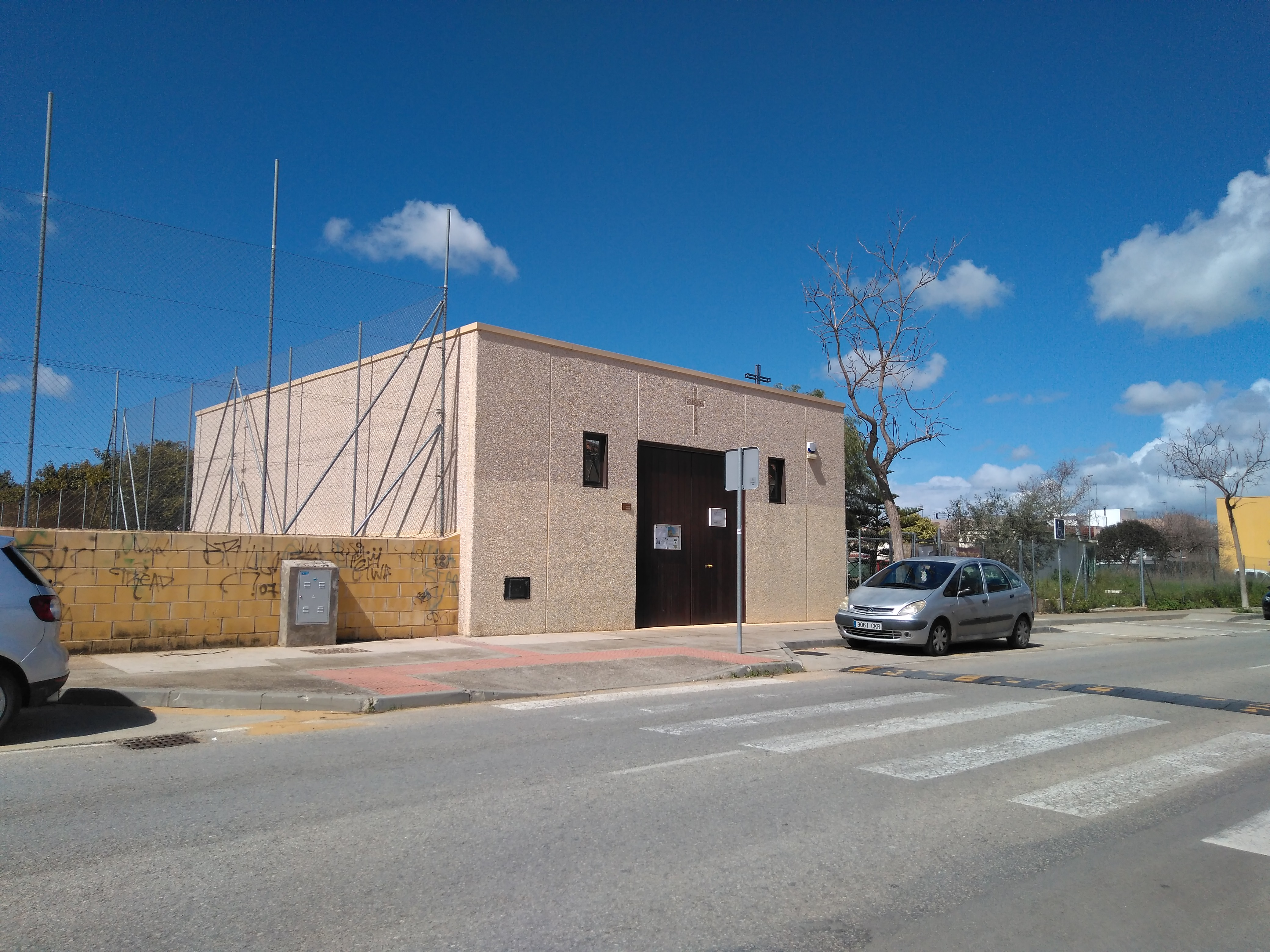
Capilla

Es en el año 2012 cuando el Señor Obispo les erige como Hermandad y Cofradía de penitencia. El 9 de abril de 2017, Domingo de Ramos, efectuó por primera vez estación de penitencia a la Santa Iglesia Catedral de Nuestro Señor San Salvador de Jerez de la Frontera.

## Túnica
Túnica y capa de color morado; con botonadura, antifaz y vueltas de la capa en color negro; el escudo de la corporación sobre el hombro izquierdo, y las llaves de San Pedro, realizadas en metal cobrizo en el babero del antifaz; El cíngulo entrelaza el color negro y el oro, además de usar guantes negro y calzado de piel negra.

## Pasos
El paso de misterio representa el momento en que Cristo, es negado por San Pedro en el patio de la casa del Sumo Sacerdote. San Pedro es acusado por un hombre y una mujer, Jesús se encuentra custodiado por dos guardias del Templo, mientras que Caifás y Malco se encuentran contemplando la escena.
En la actualidad solo procesiona el paso de misterio, aunque el proyecto futuro de la Cofradía es que su titular mariana, Angustia de María Madre de la Iglesia, procesione en un paso de palio.

## Paso por Carrera Oficial
| Predecesor: La Coronacion | Orden de entrada en Carrera Oficial (Domingo de Ramos) 3º lugar | Sucesor: El Perdón |